# Gerhard Gäde

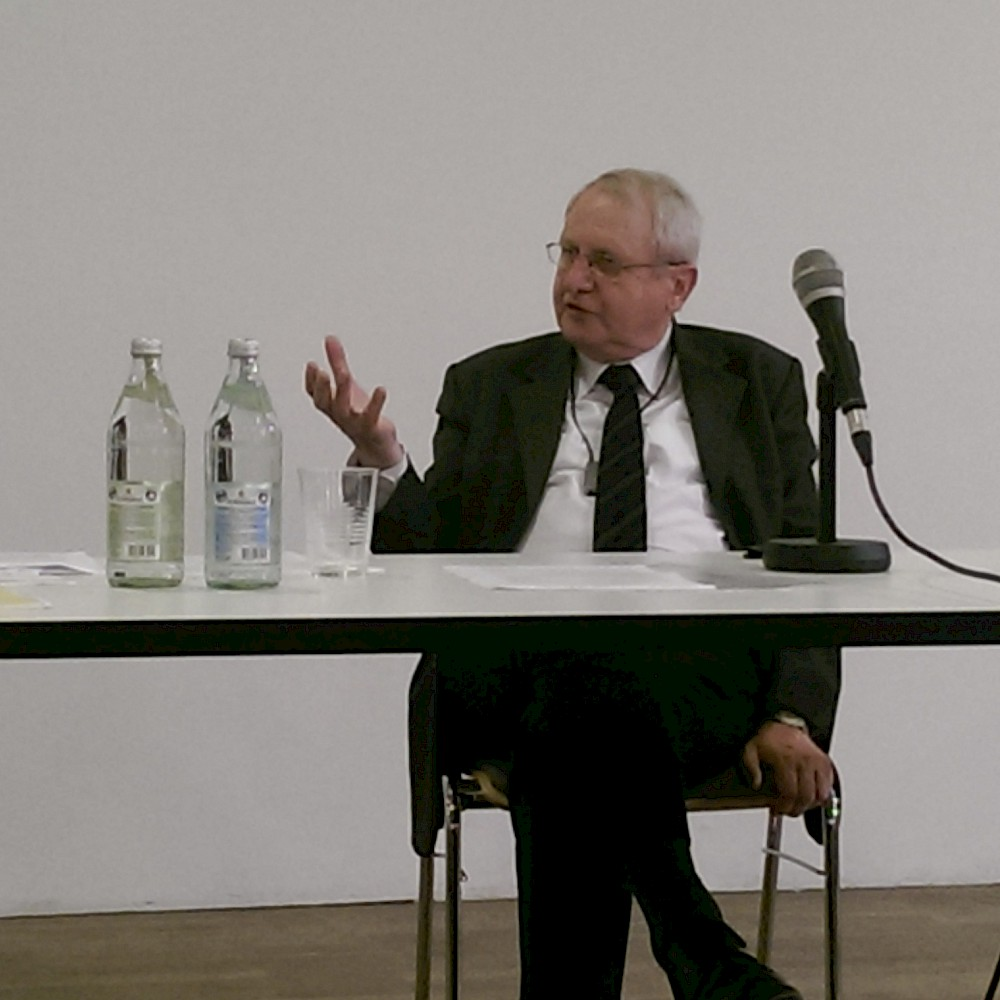
2016 Vortrag in München St. Ludwig

Gerhard Gäde (* 16. Januar 1950 in Bremen) ist ein deutsch-italienischer römisch-katholischer Theologe und Hochschullehrer. Er ist Priester des Bistums Osnabrück und außerplanmäßiger Professor für Dogmatik an der Katholisch-Theologischen Fakultät der Ludwig-Maximilians-Universität in München.

## Leben
Als Sohn eines Deutschen und einer Italienerin wuchs Gäde zweisprachig auf. 1969 machte er das Abitur in Bremen. Von 1969 bis 1974 studierte er Philosophie und Theologie an der Philosophisch-Theologischen Hochschule Sankt Georgen in Frankfurt am Main und an der Leopold-Franzens-Universität in Innsbruck. Er beschloss seine Studien 1974 in Frankfurt als Diplom-Theologe.
1975 empfing Gäde in Osnabrück die Priesterweihe und stand anschließend bis 1983 im pastoralen Dienst des Bistums Osnabrück: 1976 bis 1979 als Kaplan in Oldenburg/Holstein und Religionslehrer am dortigen Gymnasium; 1979 bis 1983 als Pfarrer in Liebenau (Landkreis Nienburg/Weser). 1981 erlangte er den Grad eines Lizentiaten der Theologie. 1984 nahm er ein Promotionsstudium an der Philosophisch-Theologischen Hochschule Sankt Georgen in Frankfurt am Main auf und war wissenschaftlicher Mitarbeiter am dortigen pastoraltheologischen Institut von Ludwig Bertsch SJ. 1987 wurde er mit einer Dissertation zur Erlösungslehre Anselms von Canterbury zum Dr. theol. promoviert (Doktorvater: Peter Knauer SJ). 1988 bis 1998 leitete er als Studentenpfarrer die Katholische Hochschulgemeinde in Osnabrück und war Lehrbeauftragter für Theologie an der Katholischen Fachhochschule Norddeutschland in Osnabrück.
Er habilitierte sich 1997 im Fach Dogmatik an der Ludwig-Maximilians-Universität in München mit einer Habilitationsschrift zur Pluralistischen Religionstheologie John Hicks bei Gerhard Ludwig Müller. 1998 bis 2008 war er als Professor für Dogmatik an der benediktinischen Päpstlichen Hochschule Sant’Anselmo in Rom tätig. Dazu kamen Gastprofessuren an der Päpstlichen Universität Gregoriana in Rom (2000–2007), an der Facoltà Teologica di Sicilia in Palermo (2002–2008) sowie an der Theologischen Fakultät von Lugano (2007–2008).
Von 2009 bis 2020 lebte er in München und lehrte zunächst als Privatdozent an der Katholisch-Theologischen Fakultät der Ludwig-Maximilians-Universität (LMU) in München. 2012 wurde er von der LMU zum außerplanmäßigen Professor ernannt. Daneben war er von 2010 bis Oktober 2019 auch als Seelsorger in den Pfarreien St. Maximilian und Heilig Geist tätig, anschließend bis Ende April 2020 als Seelsorger in der Münchener Pfarrei St.-Maria-Thalkirchen. Im Mai 2020 verlegte er seinen Wohnsitz in sein Heimatbistum Osnabrück und war seit 1. Juni 2020 bis 31. Januar 2025 Pastor in der Pfarrei St. Johann in Osnabrück.

## Schwerpunkt
Gäde beschäftigt sich seit vielen Jahren intensiv mit der Theologie der Religionen, die den Schwerpunkt seiner Arbeit und seiner Publikationen bildet. Als Schüler von Peter Knauer und auf der Grundlage wichtiger Grundprinzipien von dessen Fundamentaltheologie vertritt und entfaltet er den Interiorismus als Alternative zu den überkommenen religionstheologischen Klassifikationsmodellen des Exklusivismus, des Inklusivismus und des religionstheologischen Pluralismus. Es geht dabei um eine Verhältnisbestimmung des christlichen Glaubens zu den Wahrheitsansprüchen der nichtchristlichen Religionen, bei der von christlicher Seite die Wahrheit anderer Religionen anerkannt werden kann, ohne den christlichen Wahrheitsanspruch auch nur ansatzweise zurücknehmen zu müssen. In Auseinandersetzung mit der pluralistischen Religionstheologie hat Gäde diesen Ansatz in zahlreichen wissenschaftlichen Artikeln methodologisch und epistemologisch abgesichert, sowie in christologischer, ekklesiologischer und kanontheologischer Hinsicht durchdacht. Auch hat er den Interiorismus in einer eigenen Monographie auf das Verhältnis zum Islam angewandt.
Weitere Schwerpunkte bilden Anselm von Canterbury sowie die Gotteslehre.

## Werke
- Wir sind eingeladen. Ein Buch zur Erstkommunion. Echter, Würzburg 1987, 51 S., ISBN 3-429-01074-8.
- Eine andere Barmherzigkeit. Zum Verständnis der Erlösungslehre Anselms von Canterbury. Echter, Würzburg 1989, 324 S., ISBN 3-429-01196-5.
  - 2., aktualisierte und erweiterte Auflage, Peter Lang, Berlin 2018, 376 S., ISBN 978-3-631-75732-1.
- Viele Religionen – ein Wort Gottes. Einspruch gegen John Hicks pluralistische Religionstheologie. Gütersloher Verlagshaus, Gütersloh 1998, 404 S.
- Seht das Wort Gottes! Theologische Weihnachtsmeditationen. Eos, St. Ottilien 2002, ISBN 3-8306-0815-2.
- Battesimo e confermazione. Teologia dell'iniziazione cristiana, Lussografica, Palermo-Caltanissetta 2002, ISBN 88-8243-088-X, 163 S.
- Christus in den Religionen Der christliche Glaube und die Wahrheit der Religionen, Schöningh, Paderborn 2003; 22010, 196 S., ISBN 978-3-506-70111-4 (ital. Ausgabe: Cristo nelle religioni. La fede cristiana e la verità delle religioni, Borla, Roma 2004, 220 S., ISBN 88-263-1515-9).
- (Hg.), Hören-Glauben-Denken. Festschrift für Peter Knauer SJ zur Vollendung seines 70. Lebensjahres. Lit, Münster 2005, 414 S., ISBN 3-8258-7142-8.
- Islam in christlicher Perspektive. Den muslimischen Glauben verstehen. Schöningh, Paderborn 2009, ISBN 978-3-506-76740-0, 300 S. (ital. Ausgabe: „Adorano con noi il Dio unico“ [Lumen gentium 16]. Per una comprensione cristiana della fede islamica. Borla, Roma 2008, 323 S., ISBN 978-88-263-1674-1).
- hrsg. zus. mit Stephan Ernst: Glaubensverantwortung in Theologie, Pastoral und Ethik. Für Peter Knauer SJ. Herder, Freiburg 2015, ISBN 978-3-451-31332-5, 622 S.
- Viele Religionen  – welche Wahrheit? Ein neuer Blick auf die nichtchristlichen Religionen, Herder, Freiburg 2021, 180 S., ISBN 978-3-451-38973-3 (ital. Ausgabe: Molte religioni - quale verità? Un nuovo sguardo alle religioni non cristiane, Queriniana, Brescia 2025).
- Theologie der Religionen. Gesammelte Schriften, Peter Lang, Berlin 2021, 481 S., ISBN 978-3-631-85699-4.
- Vater unser. Mit Jesus beten, Books on Demand, Norderstedt 2022, 150 S., ISBN 978-3-7562-4269-6.
- Die Ich-bin-Worte Jesu. Meditationen zu Jesu Selbstverständnis und christlicher Identität heute, Herder, Freiburg 2024, 158 S., ISBN 978-3-451-39763-9.